# Veyre-Monton
Veyre-Monton település Franciaországban, Puy-de-Dôme megyében. Lakosainak száma 3698 fő (2022. január 1.). Veyre-Monton Orcet, Corent, Le Crest, Les Martres-de-Veyre, La Sauvetat és Tallende községekkel határos.

## Népesség
A település népessége az elmúlt években az alábbi módon változott:
| Lakosok száma | 3439 | 3436 | 3549 | 3542 | 3566 | 3635 | 3664 | 3675 | 3698 |
|               | 2013 | 2015 | 2016 | 2017 | 2018 | 2019 | 2020 | 2021 | 2022 |